# Sokolovac (brdo)
Sokolovac je brdo u Hrvatskoj južno od Požege. Bogato je povijesnim i sakralnim građevinama. Proslavilo se po bitci koja se odvila na njemu, koja je dovela do oslobađanja Požege od Turaka. Ime je dobila po vojskovođi fra Luki Ibrišimoviću Sokolu. Na brdu je uređena brdska staza, poklonac sv. Ane koji je obnovila Matica hrvatska 1999. godine. Na 330,2 metra nadmorske visine su sredinom 19. stoljeća franjevci postavili drveni križ. 1993. godine je na njemu podignut Domovinski križ, spomen-križ hrvatskim braniteljima od velikosrpske agresije. Sa Sokolovca je dobar pogled na gotovo cijelu Požešku kotlinu. Na brdu je označena Staza Sokola.